# Robert von Werz
Robert von Werz (vollständiger Name Robert Werz Edler von Ostenkampf; * 7. November 1901 in Sarajewo; † 8. Oktober 1969 in München) war ein Pharmakologe, Hochschullehrer und Stabsarzt der Luftwaffe. Er leistete Widerstand gegen den Nationalsozialismus in der Freiheitsaktion Bayern.

## Leben und Wirken
Robert von Werz war ein Sohn des k.u.k. Generalmajors Emanuel Werz, der am 17. März 1918 durch Kaiser Karl I. als Edler von Ostenkampf in den erblichen österreichischen Adelsstand erhoben wurde. Der Architekt Helmut von Werz war sein jüngerer Bruder.
Werz beendete seine Schullaufbahn in Kronstadt 1920 mit dem Abitur. Danach absolvierte er ein Studium an der Universität München, das er 1927 mit dem ersten Staatsexamen abschloss. Sein medizinisches Praktikum legte er an der Universitätsklinik München ab, promovierte dort 1929 mit der Dissertation Über den Nachweis gefäßverengernder Stoffe im Blut zum Dr. med. und erhielt 1930 seine Approbation. Anschließend war er an den Pharmakologischen Instituten der Universität München (1929–1931), Universität Köln (1931–1934), Universität Pécs (1935 bis 1936) sowie Lund tätig.
Während des Zweiten Weltkrieges war Werz ab 1942 als Sachbearbeiter bei Georg August Weltz bei der Forschungsstelle am Institut für Luftfahrtmedizin in München tätig. Werz nahm an der Tagung über „Ärztliche Fragen bei Seenot und Winternot“ am 26. und 27. Oktober 1942 in Nürnberg teil, wo auch über die „Unterkühlungsversuche“ im KZ Dachau referiert wurde. Werz bekleidete ab 1944 den Rang eines Stabsarztes.
Werz begründete in der Endphase des Zweiten Weltkrieges im Kriegsgefangenenlager Moosburg mit Angehörigen einer Dolmetscherkompanie sowie inhaftierten Widerstandskämpfern der Résistance eine Widerstandsgruppe. Diese Widerstandsgruppe unter der Leitung von Rupprecht Gerngroß setzte sich zum Ziel, mittels der Freiheitsaktion Bayern die NS-Elite zu entmachten und München kampflos an die US-Armee zu übergeben. Zu diesem Zweck verhandelte Werz am 1. April 1945 mit dem Kommandeur Alois Braun, der eine Panzerabteilung in Freising führte. Braun sagte Werz die Unterstützung seiner Truppe zu und beteiligte sich am gescheiterten Aufstand.
Nach Kriegsende ließ sich Werz mit einer Landarztpraxis in Eittingermoos nieder. Nach seiner Habilitation im Fach Pharmakologie 1950 war Werz Privatdozent und ab 1955 außerplanmäßiger Professor an der Universität München. Von 1950 bis 1963 gehörte Werz der Arzneimittelkommission der deutschen Ärzteschaft an.